# Megacyllene congener
Megacyllene congener là một loài bọ cánh cứng trong họ Cerambycidae.